# Agente duplo
Um agente duplo ou agente secreto duplo é um termo de contraespionagem usado para designar um oficial de um serviço ou organização secreta, cujo objetivo principal é o de espionar uma organização-alvo diferente, mas que, de facto, é um membro da mesma organização alvo. Este agente é membro de uma agência de espionagem que supostamente espiona para outra entidade (que, aparentemente, atua como controladora do mesmo), mas que na verdade é - ou acaba sendo - leal à primeira organização.
Os agentes duplos podem ser espiões da organização-alvo que se infiltram na organização controladora ou podem resultar de uma virada (mudança de lado) de agentes previamente leais a organização controladora para a agência-alvo. Uma ameaça de execução por traição é o método mais comum de transformar um agente capturado (que trabalha para um serviço de inteligência) em um agente duplo (que trabalha para um serviço de inteligência estrangeiro) ou um agente duplo em um "agente redobrado". F. M. Begoum descreve o agente redobrado como "aquele cuja duplicidade na duplicação de outro serviço foi detectado pelo seu patrocinador original e que foi persuadido a reverter suas afeições novamente". 
Às vezes, o termo "agente duplo" é erroneamente usado por alguns meios de comunicação para se referir a qualquer espião ou agente secreto, que simplesmente tenta dar a sua informação importante. Os agentes duplos são normalmente utilizados para transmitir desinformação dentro da organização de inteligência infiltrada, ou para identificar ou expor agentes em uma agência inimiga (como parte das operações de contra-inteligência). Geralmente são receptores de confiança de sua organização-mãe, já que a agência-alvo lhe dará informações verdadeiras.